# Julij Aichenwal'd
Julij Isaevič Ajchenval'd (Balta, 24 gennaio 1872 – Berlino, 17 dicembre 1928) è stato un critico letterario russo.
Appartenente al neoromanticismo russo, studiò Puškin e gli scrittori occidentali, pubblicando saggi e antologie.

## Opere
- Siluety russkich pisatelej (trad. it. Profili di scrittori russi)
- Etjudy o zapadnych pisateljach (trad. it. Saggi su scrittori occidentali)